# Melinaea vespertina
Melinaea vespertina är en fjärilsart som beskrevs av Fox 1945. Melinaea vespertina ingår i släktet Melinaea och familjen praktfjärilar. Inga underarter finns listade i Catalogue of Life.